# Paracullia riojana
Paracullia riojana är en fjärilsart som beskrevs av Köhler 1979. Paracullia riojana ingår i släktet Paracullia och familjen nattflyn. Inga underarter finns listade i Catalogue of Life.